# David Sigmund
David Sigmund (* 11. Juli 1788 in Wien; † 19. Juni 1865 in Graz) war ein österreichischer Unternehmer und Politiker. Von 1851 bis 1861 war er Bürgermeister-Stellvertreter der steirischen Landeshauptstadt Graz und (faktisch) von 1850 bis 1864 Präsident der Grazer Handels- und Gewerbekammer, einer steirischen Vorläuferorganisation der Wirtschaftskammer Österreich.

## Biographie
David Sigmund wurde 1788 in Wien geboren, über seine Ausbildung ist nichts bekannt. Ab 1826 besaß er (wie in der noch ständischen Epoche nötig) das Grazer Bürgerrecht und betätigte sich in der Stadt als Kaufmann. Im Zuge der Revolution von 1848/1849 etablierte sich in Graz erstmals ein unabhängiges Verwaltungsgremium (bis Dezember 1848 offiziell „Gemeinde-Ausschuss“), dem Sigmund angehörte und als dessen Obmann der spätere Bürgermeister Johann Nepomuk Ulm fungierte. Bei der konstituierenden Sitzung des nunmehrigen Gemeinderates am 27. August 1850 übernahm Sigmund als Alterspräsident die Wahlleitung. Nach dem Ausscheiden des nur ein Jahr amtierenden Bürgermeister-Stellvertreters Michael Purgleitner im September 1851 wurde Sigmund in dieses Amt gewählt.
Diese Phase lebendiger Kommunalpolitik währte jedoch nur kurz: mit dem Silvesterpatent begründete der junge Kaiser Franz Joseph I. seine neoabsolutistische Herrschaft. Damit wurde das Stadion'schen Gemeindegesetz von 1849, welches die städtische Selbstverwaltung begründet hatte, verworfen. Gemeinderatsmitglieder und Bürgermeister konnten nicht mehr frei gewählt werden, Beschlüsse der Stadtverwaltung konnten durch die übergeordneten Behörden geprüft und gegebenenfalls revidiert werden und Gemeinderatssitzungen waren nicht mehr öffentlich. Der (nach den Vorstellungen von 1849) nur bis 1853 legitimierte Gemeinderat tagte unter Bürgermeister Ulm und seinem Stellvertreter Sigmund ununterbrochen weiter, jedoch nur zum Zweck der Erfüllung behördlicher Vorgaben. Erst 1860 trat auf Basis des Oktoberdiploms das Gemeindegesetz von 1849 wieder in Kraft. Auch die 1848 provisorisch eingerichteten Landtage konnten wieder tagen. In Vorbereitung darauf sollte der Grazer Gemeinderat zwei Abgeordnete als Repräsentanten der Stadt entsenden. Die Stadtpolitik erklärte jedoch, dieser Aufforderung nicht nachkommen zu können, da man kein frei gewähltes Gremium sei. Folglich beantragte der Gemeinderat Neuwahlen, welche das Staatsministerium daraufhin im Dezember 1860 per Erlass für das ganzen Reich anordnete. Mit diesen Wahlen im März 1861 endete David Sigmunds Tätigkeit als Vizebürgermeister. Dem neuen Gemeinderat gehörte er noch bis 1863 an.
Parallel zu seiner politischen Tätigkeit war Sigmund in seiner kaufmännischen Standesvertretung aktiv. Er war Vorsteher des „Grazer Handelsgremiums“ und wurde am 4. November 1850 neben dem (Ehren-)Präsidenten Erzherzog Johann von Österreich zum Vizepräsidenten der neu gegründeten Handels- und Gewerbekammer Graz gewählt. Ab 1. März 1852 übernahm Sigmund die Präsidentschaft offiziell, er hatte die Position bis zum 17. Februar 1864 inne. In diesem Jahr zog er sich aufgrund seines hohen Alters von allen verbliebenen Ämtern zurück. Nachdem ihm schon 1858 der Titel eines Kaiserlichen Rats verliehen worden war, wurde Sigmund 1864 noch mit dem Ritterkreuz des Franz-Josephs-Ordens ausgezeichnet. Darüber hinaus war er noch Ehrenmitglied des Grazer Bürgerkorps im Rang eines Major. David Sigmund verstarb am 19. Juni 1865 in Graz.